# Oedipina leptopoda
Oedipina leptopoda es una especie de caudado del género Oedipina, familia Plethodontidae. Fue descrita por Mccranie, Vieites y David Burton Wake en 2008.

## Distribución
Esta especie es endémica del departamento de Yoro en Honduras. Se encuentra entre 700 y 1300 m de altitud.